# ボルクヴァルト B 3000
ボルクヴァルト B 3000は、ドイツの自動車メーカー、カール・F・W・ボルクヴァルトのブレーメン・ゼーバルトブリュック工場で製造されたトラック。2つの駆動方式（A:全輪駆動、S:後輪駆動）があり、1941年から1944年までに約30,000台余りが生産された。
第二次世界大戦後、アメリカ軍占領下で1948年7月から1950年にかけてさらに2,900台が生産された。また、ボルクヴァルト BE 3000、およびLloyd EL 3000の名称で電気自動車も生産された。

## 概要
1937年、ボルクヴァルトはトラックの生産を開始し、1939年の第二次世界大戦勃発まで、ガソリンエンジンまたはディーゼルエンジンを搭載したペイロード3トンのボルクヴァルトG.W.を含む1トンから最大5トンのペイロードの各種トラックを生産したが、その大部分はドイツ国防軍に徴用された。
1939年に策定されたドイツ国防軍のシェル・プランは戦争経済のための戦略的な準備であり、その目的は軍の車両群の保守と修理を簡素化することと、自動車とトラックの種類を大幅に削減し、それらのコンポーネントの標準化を通じて生産を効率化することだった。
1940年1月1日に発効したこの計画により、トラックの車種数が114車種から19車種に統合されたが、ボルクヴァルトは下表の様にペイロード3トンクラスの生産を担当した。
| 1.5トントラック | 3トントラック      | 4.5トントラック    | 6.5トントラック    |
| --------------- | ------------------ | ------------------ | ------------------ |
| オペル          | オペル             | ダイムラー・ベンツ | ダイムラー・ベンツ |
| フェノーメン    | ドイツ・フォード   | ビュッシング-NAG   | MAN                |
| シュタイアー    | ボルクヴァルト     | ザウラー           | クルップ           |
| -               | ダイムラー・ベンツ | ヘンシェル         | フォマーク         |
| -               | マギルス（KHD）    | マギルス（KHD）    | -                  |
| -               | MAN                | MAN                | -                  |

1942年以降の後継モデルは、3.7リッター、78馬力の水冷6気筒ガソリンエンジンを搭載したボルクヴァルト B 3000 S/Oと、5リッター、75馬力の水冷6気筒ディーゼルエンジンを搭載したボルクヴァルト B 3000 S/Dで、全輪駆動バージョンには"S"に替わり"A"の符号が与えられた。
戦争の進展とともに材料と原材料をさらに節約する過程で、トラックのデザインはますます簡素化されていった。ラジエーターグリルのボルクヴァルトの商標は省略され、主に木材とプレス段ボールで構成された新しい標準キャブも使用した。前線では「適切」と報告されたが、軽量のオペルブリッツの方が優れているとも評価された。
1944年に連合軍の爆撃によってゼーバルトブリュック工場が破壊されるまで、合計で約30,000台が製造され、1944年には強制労働が行われた。
ブレーメンのゼーバルトブリュック工場でオペルブリッツを製造するための生産転換計画は、1945年にブレーメンがイギリス軍に占領されたため実行できなかった。